# La Chanson du pays natal
Pour plus de détails, voir Fiche technique et Distribution.
La Chanson du pays natal (ふるさとの歌, Furusato no uta) est un film muet japonais de Kenji Mizoguchi sorti en 1925.

## Synopsis
Naotaro Takeda est un jeune cocher qui rêve de pouvoir étudier l'agronomie à Tokyo. Bien qu'il ait été un excellent élève à l'école primaire, sa famille est trop pauvre pour pouvoir assumer les dépenses liées à de telles études. Lorsque son ami Jun'ichi Okamoto et d'autres anciens camarades de classe partis étudier à Tokyo reviennent au village, ses regrets de ne pas avoir pu les imiter sont ravivés. Mais peu à peu, il est témoin de l'influence néfaste sur la jeunesse du village des étudiants qui, dans une imitation frivole de la vie citadine, ouvrent un club de danse. Une jeune fille s'enfuit en train à Tokyo abandonnant sa mère éplorée. Aussi lorsqu'un érudit américain, dont Naotaro a sauvé l'enfant de la noyade lors d'une excursion avec Jun'ichi et leurs sœurs respectives, lui offre de financer ses études, Naotaro décide de refuser la généreuse proposition et de devenir un bon fermier.

## Fiche technique
- Titre français : La Chanson du pays natal
- Titre original : ふるさとの歌 (Furusato no uta?)
- Réalisation : Kenji Mizoguchi
- Scénario : Ryunosuke Shimizu adapté du scénario Suishagoya no ko de Chōji Matsui[1]
- Photographie : Tatsuyuki Yokota
- Sociétés de production : Nikkatsu, Ministère de l'éducation japonais
- Pays d'origine :  Empire du Japon
- Format : noir et blanc — 1,33:1 — 35 mm — muet
- Genre : drame
- Durée : 51 minutes (métrage : 6 bobines - 1 136 m[2])
- Date de sortie :
  - Empire du Japon : 17 septembre 1925[2]

## Distribution
- Shigeru Mokudō : Naotaro Takeda

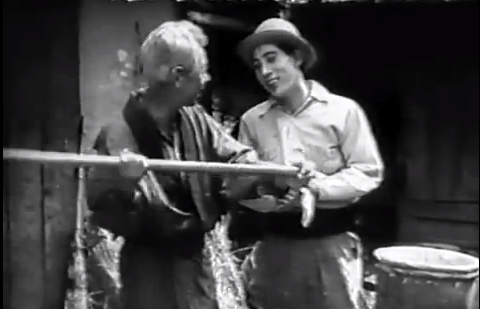
Masujirō Takagi et Shigeru Mokudō

- Mineko Tsuji : Okinu, la sœur de Naotaro
- Masujirō Takagi : le père de Naotaro
- Sueko Ito : la mère de Naotaro
- Kentaro Kawamata : Jun'ichi Okamoto
- Michiko Tachibana : la sœur de Jun'ichi
- Shirō Kato : Junsaku, le père de Jun'ichi
- Shizue Matsumoto : la mère de Jun'ichi
- Yutaka Mimasu : érudit américain
- Hiromichi Kawata : le directeur de l'école primaire
- Ichirō Shibayama : l'inspecteur
- Kanji Udagawa : Taro Maesaka

## Autour du film
En 1924, Kenji Mizoguchi est invité par le ministère de l'éducation à participer à un concours d'écriture de scénario pour promouvoir les activités agricoles auprès de la jeunesse japonaise. La Chanson du pays natal est basé sur le scénario d'un certain Chōji Matsui qui a remporté le second prix du concours, et qui a été réadapté par un scénariste de la Nikkatsu.
La Chanson du pays natal est le premier film muet de Kenji Mizoguchi, qui en a déjà réalisé une trentaine, à avoir survécu. C'est aussi un film de propagande visant à inciter à l'augmentation de la production de riz. Pour Frédéric Monvoisin, c'est une des premières apparitions du discours nationaliste dans le cinéma japonais. Loin des rêves d'évolution et de modernisation portés jusqu'alors par ce cinéma, le film prône la stagnation sociale et la nécessité de chacun à rester à sa place pour favoriser l'essor du pays.
Il est difficile de retrouver dans ce film le style de Mizoguchi. Pas de plan-séquence, pas de caméra mobile et pas non plus de portrait féminin. Le film est centré sur la figure masculine de Naotaro Takeda et son rapport contrarié avec sa famille et son village.